# استارورلد

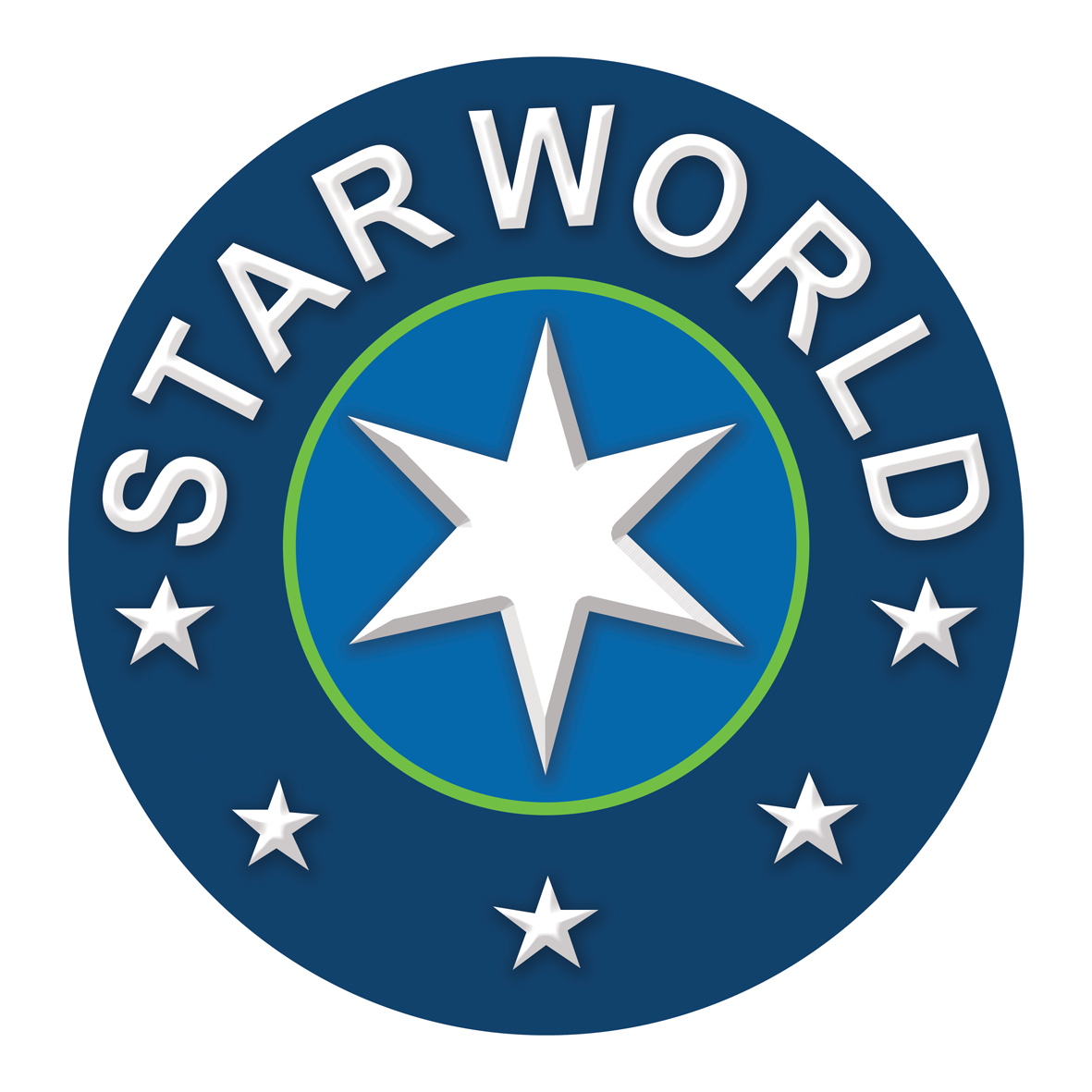

استارورلد (انگلیسی: Starworld) یک برند و شرکت پوشاک است که به یک گروه بین المللی تعلق دارد که مالک Cotton club هستند. این شرکت پوشاک تولید میکند و بازاریابی نیز انجام میدهد و یک شرکت تولید و پخش یکپارچه پوشاک است. مرکز تولید این شرکت و برند در اسکندریه مصر قرار دارد همچنین این شرکت دارای دفاتری در وارینگتون انگلیس، آلفن آن دن ریجن هلند و نیکوزیا قبرس است.

## تاریخچه
این برند برای اولین بار در دهه 1990 توسعه یافت و Cotton club مالک حقوقی این شرکت است و تنها تولید کننده Starworls و فروشنده آن به بازار دکوراسیون پوشاک اروپا است. Cotton Club یک کارخانه محیطی و اخلاقی کاملاً تأیید شده است که دارای گواهینامه WRAP، SMETA، OEKO-TEX 100 Standard و Reach است. این کارخانه همچنین دارای گواهینامه GOTS است، به این معنی که می تواند لباس های ارگانیک تولید کند. این امر منجر به تولید لباس های Starworld تحت گواهینامه های پیشرو در بازار شده است.
نام تجاری Starworld توسط Cotton Club برای بازاریابی طیف گسترده ای از ملزومات پوشاک استفاده می شود از لباس های ورزشی و غیر رسمی گرفته تا لباس های رسمی.